# Evince
Evince (エヴィンス) は、GNOME デスクトップ環境向けの PDF、PostScript などに対応したドキュメントビューアである。
Evinceの目標は、ggv、GPdf、xpdf など複数の様々なドキュメントビューアをひとつのシンプルなアプリケーションソフトウェアで置き換えることである。

## 歴史
多くの人たちがメンテナンスしにくいと考えていた GPdf のコードを書き換えることから始まり、短期間で GPdf の機能を上回った。2010年現在、精力的に開発・メンテナンスが行われている。

## 機能
キーワード検索
検索結果の一覧とキーワードのマッチした部分がハイライトで表示される。
サムネイル表示
ページのサムネイルをビューワ左側のサイドバーに表示し、ドキュメント内の目的箇所を素早く見つけ移動できる。
ページインデックスの表示
インデックスを含むドキュメントに対応しており、目的の章へジャンプできる。
テキスト選択
PDF内のテキストを選択し、他のドキュメントにコピーできる。

## サポートしているフォーマット
Evinceは以下に挙げる多数のドキュメントフォーマットをサポートする。

### ビルトインサポート
- PDF (Poppler をバックエンドに利用)
- PostScript (libspectreをバックエンドに利用)
- マルチページTIFF
- DVI
- DjVu (DjVuLibreをバックエンドに利用)

### オプションのサポート
- OpenDocumentプレゼンテーション（OpenOffice.orgをバックエンドとして利用）
- Comic book
- 各種画像

### 計画されているもの
- Microsoft PowerPoint (libpreviewをバックエンドに利用。現在αレベルのサポートにとどまる)
- Microsoft Word
- OpenOffice.org の OpenDocument および各種ファイルフォーマット
- AbiWord
- アニメーション画像
- Microsoft Compiled HTML Help